# Comuna Härjedalen
Härjedalen (Härjedalens kommun) este o comună din comitatul Jämtlands län, Suedia, cu o populație de 10.281 locuitori (2013).

## Geografie

### Zone urbane
Lista celor mai mari zone urbane din comună (anul 2015) conform Biroului Central de Statistică al Suediei:
| Nr | Zona urbană | Pop.  |
| -- | ----------- | ----- |
| 1  | Sveg        | 2.543 |
| 2  | Funäsdalen  | 956   |
| 3  | Hede        | 837   |
| 4  | Vemdalen    | 549   |
| 5  | Ytterhogdal | 534   |
| 6  | Ulvkälla    | 420   |
| 7  | Lillhärdal  | 403   |
| 8  | Norr-Hede   | 241   |

## Demografie
| \| Evoluția demografică în comuna Härjedalen, 1970–2015 \| Evoluția demografică în comuna Härjedalen, 1970–2015 \| Evoluția demografică în comuna Härjedalen, 1970–2015 \| Evoluția demografică în comuna Härjedalen, 1970–2015 \| Evoluția demografică în comuna Härjedalen, 1970–2015 \| \| ----------------------------------------------------------------------------------------------------- \| ---------------------------------------------------- \| ---------------------------------------------------- \| ---------------------------------------------------- \| ---------------------------------------------------- \| \| An \| \| \| Locuitori \| \| \| 1970 \| 1970 \| \| 12759 \| 12759 \| \| 1975 \| 1975 \| \| 13015 \| 13015 \| \| 1980 \| 1980 \| \| 13096 \| 13096 \| \| 1985 \| 1985 \| \| 12724 \| 12724 \| \| 1990 \| 1990 \| \| 12491 \| 12491 \| \| 1995 \| 1995 \| \| 12109 \| 12109 \| \| 2000 \| 2000 \| \| 11415 \| 11415 \| \| 2005 \| 2005 \| \| 10889 \| 10889 \| \| 2010 \| 2010 \| \| 10454 \| 10454 \| \| 2015 \| 2015 \| \| 10262 \| 10262 \| \| Sursa: SCB - Statistika Centralbyrån, Folkmängd efter region, civilstånd, ålder och kön. År 1968–2016 \| \| \| \| \| |      |  |           |       |
| Evoluția demografică în comuna Härjedalen, 1970–2015 |      |  |           |       |
| An |      |  | Locuitori |       |
| 1970 | 1970 |  | 12759     | 12759 |
| 1975 | 1975 |  | 13015     | 13015 |
| 1980 | 1980 |  | 13096     | 13096 |
| 1985 | 1985 |  | 12724     | 12724 |
| 1990 | 1990 |  | 12491     | 12491 |
| 1995 | 1995 |  | 12109     | 12109 |
| 2000 | 2000 |  | 11415     | 11415 |
| 2005 | 2005 |  | 10889     | 10889 |
| 2010 | 2010 |  | 10454     | 10454 |
| 2015 | 2015 |  | 10262     | 10262 |
| Sursa: SCB - Statistika Centralbyrån, Folkmängd efter region, civilstånd, ålder och kön. År 1968–2016 |      |  |           |       |